# Liste der Mühlen am Breitbach und seinen Zuflüssen
Die Liste der Mühlen am Breitbach und seinen Zuflüssen führt alle Mühlenbauten am Mainzufluss Breitbach und seinen Zuflüssen auf. Der Breitbach fließt in seinem etwa 21 Kilometer langen, im Wesentlichen südwestlichen Lauf durch das Steigerwaldvorland und das Mittlere Maintal an etwa 20 Mühlen vorbei. Entlang der Zuflüsse, insbesondere der über 20 Kilometer langen Iff, dem Zettelbach, dem Kirchbach, dem Moorseebach, dem Neuwiesenbach, dem Ickbach und den Zuflüssen des Steinbachs finden sich weitere Mühlen. 

## Historischer Hintergrund
Am Breitbach und seinen Zuflüssen sind bereits früh Mühlen nachweisbar. Die ersten Anlagen entstanden in der Nähe von Klöstern und in der Umgebung von Königshöfen bereits im Frühmittelalter. Besondere Bedeutung hat hierbei das Kloster Megingaudshausen, das spätere Kloster Schwarzach. Die Ersterwähnung der Mühlen hängt dabei nicht unbedingt mit ihrer wirklichen Entstehungszeit zusammen. Als älteste Mühle kann die Enheimer Mühle gelten, die um 1308 erstmals genannt wurde. Die Obere Mühle von Marktbreit tauchte im Jahr 1311 erstmals auf. Es ist davon auszugehen, dass die Mühlendichte im Laufe des Spätmittelalters, zusammen mit den schriftlichen Erwähnungen einzelner Anlagen, deutlich zunahm.
Besonders viele Mühlen am Breitbach wurden im 15. und 16. Jahrhundert erstmals genannt. Dabei ist auffällig, dass sich, neben den jeweiligen Dorfherrschaften, insbesondere die Mönche des im Steigerwald gelegenen Zisterzienserklosters Ebrach als Inhaber der Mühlenrechte hervortaten. Zunächst entstanden überwiegend Korn- bzw. Getreidemühlen, die für die Lebensmittelversorgung der örtlichen Bevölkerung von einiger Bedeutung waren. Die wirtschaftliche Bedeutung der einzelnen Anlagen wird auch in den Quellen deutlich, in denen immer wieder Streitigkeiten über Wassernutzungsrechte geschlichtet wurden. 
In der Frühen Neuzeit differenzierten sich die Nutzungszwecke der einzelnen Betriebe aus. Am Breitbach entstanden Papiermühlen, Gerbmühlen, Hammermühlen, Senfmühlen und viele weitere. Eine regionale Besonderheit bildeten die Gipsmühlen, die insbesondere in der Hellmitzheimer Bucht angesiedelt waren. Sie gehen auf die gipshaltigen Gesteinsschichten zurück, die am Steigerwaldsaum zu finden sind. Nun kamen in verstärktem Maß die Herren von Schwarzenberg in den Besitz der Mühlen. Daneben stieg auch die Markgrafschaft Brandenburg-Ansbach zum wichtigsten Grundherren am Breitbach auf. 
Nach der Auflösung der feudalen Herrschaften zu Beginn des 19. Jahrhunderts gelangten die Mühlen in die Hände von Privatpersonen, die nun auf eigene Rechnung die Anlagen betrieben. Es bildeten sich Müllerdynastien heraus, die gleichzeitig mehrere Anlagen, auch in unterschiedlichen Dörfern, betrieben. Im 19. und vor allem 20. Jahrhundert wurden einige der Mühlen sogar in Kraftwerke für die Energieherstellung umgewandelt. Gleichzeitig begann das Mühlensterben auch am Flusssystem Breitbach. Die letzten Mühlen wurde im beginnenden 21. Jahrhundert stillgelegt, lediglich einige Sägewerke sind noch in Betrieb.

## Mühlenliste
Die Ordnung in der Liste richtet sich nach der Lage der Mühlen und folgt dem Bachlauf von der Quelle des Breitbachs (im Oberlauf Hirtenbach) in der Nähe von Iphofen-Nenzenheim bis zu dessen Mündung bei Marktbreit in den Main. Die Mühlen entlang der Zuflüsse sind ebenfalls von der Quelle zur Mündung sortiert. Blau unterlegte Gliederungsüberschriften nennen die Gemarkungen, auf denen die Mühlen standen oder noch stehen. In den Beschreibungen wird darauf hingewiesen, wenn eine ehemalige Mühle noch heute ein Ortsteil einer Gemeinde ist.
Die Mühlendichte entlang der Bäche variiert teilweise stark. Dabei bildeten sich im Laufe der Frühneuzeit Orte heraus, an der besonders viele Mühlen entstanden. Zumeist leitete man hierfür Wasser auf einen extra angelegten Mühlbach, der vom jeweiligen Fließgewässer abgeleitet wurde. Hierdurch wurde die Schüttung der einzelnen Bäche erhöht, sorgte allerdings im weiteren Flussverlauf für Wassermangel. Besonders viele Mühlen entstanden am Oberlauf der Iff zwischen Bullenheim und Iffigheim sowie im Unterlauf bei Obernbreit. 

### Breitbach
| Name                         | Typ                                | Erhaltungszustand             | Beschreibung | Lage                             | Bild |                    |                    |
| Iphofen-Nenzenheim           | Iphofen-Nenzenheim                 | Iphofen-Nenzenheim            | Iphofen-Nenzenheim | Iphofen-Nenzenheim               | Iphofen-Nenzenheim | Iphofen-Nenzenheim | Iphofen-Nenzenheim |
| ---------------------------- | ---------------------------------- | ----------------------------- | --- | -------------------------------- | --- | ------------------ | ------------------ |
| Herrgottsmühle               | Getreidemühle                      | weitgehend erhalten, erneuert | Die Herrgottsmühle wurde erstmals im Jahr 1595 urkundlich erwähnt. Im 18. Jahrhundert gehörte die Anlage zeitweise den Voit von Saltzburg, die sie an Pächter vergaben. Später gelangte sie an die Freiherren von Wöllwarth. Heute ist die Herrgottsmühle Gemeindeteil der Stadt Iphofen. | 49° 39′ 5,3″ N, 10° 18′ 28,7″ O  | Bild gesucht Die Wikipedia wünscht sich an dieser Stelle ein Bild vom hier behandelten Ort. Falls du dabei helfen möchtest, erklärt die Anleitung , wie das geht. BW |                    |                    |
| Iphofen-Mönchsondheim        |                                    |                               | |                                  | |                    |                    |
| Nierenmühle                  | Getreidemühle                      | weitgehend erhalten, erneuert | Die Nierenmühle (auch Bulachsmühle) gehört zu den ältesten Anlagen am Breitbach. Sie wurde im Jahr 1359 erstmals urkundlich erwähnt und war lange Zeit dem Kloster Ebrach zugeordnet, zu dessen Amt Mönchsondheim sie auch gehörte. Zeitweise trieb die Mühle drei Mahlgänge an. Sie ist heute ein Gemeindeteil von Iphofen. Die erhaltenen Baulichkeiten werden vom Bayerischen Landesamt für Denkmalpflege als Baudenkmal geführt. | 49° 39′ 26,7″ N, 10° 18′ 0,8″ O  | Bild gesucht Die Wikipedia wünscht sich an dieser Stelle ein Bild vom hier behandelten Ort. Falls du dabei helfen möchtest, erklärt die Anleitung , wie das geht. BW |                    |                    |
| Schwarzmühle (Mönchsondheim) | Getreidemühle                      | weitgehend erhalten, erneuert | Die Iphöfer Schwarzmühle (auch Untere Mühle) tauchte im Jahr 1397 zum ersten Mal urkundlich auf. Die Anlage gelangte an die Mönche aus Ebrach, die sie noch im 18. Jahrhundert innehatte und an Pächter vergab. Die Schwarzmühle ist heute ein Gemeindeteil von Iphofen. | 49° 40′ 17,5″ N, 10° 16′ 32,4″ O | Bild gesucht Die Wikipedia wünscht sich an dieser Stelle ein Bild vom hier behandelten Ort. Falls du dabei helfen möchtest, erklärt die Anleitung , wie das geht. BW |                    |                    |
| Iphofen                      |                                    |                               | |                                  | |                    |                    |
| Vogtsmühle                   | Getreidemühle                      | weitgehend erhalten, erneuert | Die Vogtsmühle (auch Äbtissinnenmühle, Lorenzmühle, Breitmühle) gelangte im Jahr 1471 vom Benediktinerinnenkloster Kitzingen an das Chorherrenstift Birklingen. Erst im 18. Jahrhundert wurde die Mühle mit ihrem heutigen Namen bezeichnet. 1969 wurde die Mühle stillgelegt. Die Vogtsmühle ist heute ein Gemeindeteil von Iphofen. | 49° 40′ 38,1″ N, 10° 16′ 9,3″ O  | Vogtsmühle |                    |                    |
| Domherrnmühle                | Getreidemühle                      | weitgehend erhalten           | Die Domherrnmühle (auch Waltersmühle, Zinkenmühle) wurde erstmals im Jahr 1414 urkundlich erwähnt. Sie gelangte damals an das Spital Windsheim. In den folgenden Jahrhunderten sind viele Verkäufe überliefert, unter anderem hatten Bürger aus Schweinfurt die Mühle inne. Heute gehört die Mühle zum Würzburger Juliusspital. Die Domherrnmühle ist Gemeindeteil von Iphofen. Die historischen Baulichkeiten sind als Baudenkmal eingeordnet. | 49° 40′ 42,4″ N, 10° 15′ 44,2″ O | Domherrnmühle |                    |                    |
| Willanzheim                  |                                    |                               | |                                  | |                    |                    |
| Weidenmühle                  | Getreidemühle                      | weitgehend erhalten, erneuert | unklar | 49° 40′ 41,9″ N, 10° 15′ 9,2″ O  | Weidenmühle |                    |                    |
| Zapfenmühle (Willanzheim)    | Getreidemühle                      | weitgehend erhalten, erneuert | Der Name der Mühle leitet sich eventuell vom slawisch-wendischen Wort für Reiher ab. | 49° 40′ 44″ N, 10° 14′ 23,2″ O   | Zapfenmühle |                    |                    |
| Brückenmühle                 | Getreidemühle                      | weitgehend erhalten, erneuert | unklar | 49° 40′ 34,1″ N, 10° 14′ 4,7″ O  | Bild gesucht Die Wikipedia wünscht sich an dieser Stelle ein Bild vom hier behandelten Ort. Falls du dabei helfen möchtest, erklärt die Anleitung , wie das geht. BW |                    |                    |
| Hagenmühle                   | Getreidemühle                      | weitgehend erhalten, erneuert | Die Hagenmühle wurde bereits im 12. Jahrhundert genannt. Sie ist die letzte noch in Betrieb befindliche Mühle am Breitbach und seinen Zuflüssen. Heute wird in der Mühlenanlage außerdem ein Hofladen betrieben. | 49° 40′ 10,3″ N, 10° 13′ 43,3″ O | Bild gesucht Die Wikipedia wünscht sich an dieser Stelle ein Bild vom hier behandelten Ort. Falls du dabei helfen möchtest, erklärt die Anleitung , wie das geht. BW |                    |                    |
| Seinsheim-Tiefenstockheim    |                                    |                               | |                                  | |                    |                    |
| Gumpertsmühle                | Getreidemühle                      | weitgehend erhalten, erneuert | Die Gumpertsmühle wurde im Jahr 2002 stillgelegt. | 49° 39′ 46,3″ N, 10° 12′ 15,2″ O | Bild gesucht Die Wikipedia wünscht sich an dieser Stelle ein Bild vom hier behandelten Ort. Falls du dabei helfen möchtest, erklärt die Anleitung , wie das geht. BW |                    |                    |
| Obernbreit                   |                                    |                               | |                                  | |                    |                    |
| Gemeindemühle                | Getreidemühle, Lohmühle, Gipsmühle | weitgehend erhalten, erneuert | Die Gemeindemühle (auch Renkenmühle, Vogelsmühle, Adresse Raiffeisenstraße 9) wurde im Jahr 1567 geplant und vom damaligen Schultheißen der Markgrafen von Ansbach, Georg Laisen, errichtet. Sie besaß ursprünglich vier Mahlgänge und gehörte damit zu den größeren Mühlen am Breitbach. Die Anlage wurde nach dem Dreißigjährigen Krieg immer wieder umgebaut. Im 16. Jahrhundert war die Mühle im Eigentum der Gemeinde, die sie an Pächter vergab. 1627 wurde sie verpfändet. Im Jahr 1803 gelangte sie an Johann Samuel Renk. 1902 wurde sie zu einem Elektrizitätswerk umgewandelt, 1953 stillgelegt. | 49° 39′ 24,7″ N, 10° 10′ 32,2″ O | Bild gesucht Die Wikipedia wünscht sich an dieser Stelle ein Bild vom hier behandelten Ort. Falls du dabei helfen möchtest, erklärt die Anleitung , wie das geht. BW |                    |                    |
| Obere Mühle (Obernbreit)     | Getreidemühle, Gipsmühle           | weitgehend erhalten, erneuert | Die Obere Mühle (auch Dompropsteimühle, Krebsenmühle, Heinersmühle, Konradsmühle, Döppertsmühle, Mittelmühle, Adresse Raiffeisenstraße 1) ist seit dem 17. Jahrhundert nachweisbar. Sie trieb zwei Mahlgänge an und war im Jahr 1811 in den Händen der Würzburger Dompropstei. Im 19. Jahrhundert wurde die Mühle von der Familie Döppert betrieben. Die Anlage wurde während des Ersten Weltkrieges aufgegeben und zu einem Bauernhof umgewandelt. | 49° 39′ 23,4″ N, 10° 10′ 17,4″ O | Bild gesucht Die Wikipedia wünscht sich an dieser Stelle ein Bild vom hier behandelten Ort. Falls du dabei helfen möchtest, erklärt die Anleitung , wie das geht. BW |                    |                    |
| Untere Mühle (Obernbreit)    | Getreidemühle                      | abgegangen                    | Die Untere Mühle (auch Untere würzburgische Mühle, Untere Dompropsteimühle, Meschschenmühle) wurde erstmals 1608 urkundlich genannt. Die Anlage wurde nach dem zwischen 1650 und 1674 nachweisbaren Inhaber Bartholomäus Mesch auch Meschschenmühle genannt. Die Anlage wurde im Jahr 1750 durch Johann Unbehauen stillgelegt. | 49° 39′ 24,1″ N, 10° 10′ 5,5″ O  | Bild gesucht Die Wikipedia wünscht sich an dieser Stelle ein Bild vom hier behandelten Ort. Falls du dabei helfen möchtest, erklärt die Anleitung , wie das geht. BW |                    |                    |
| Dorfmühle (Obernbreit)       | Getreidemühle, Gipsmühle           | weitgehend erhalten, erneuert | Die Dorfmühle (auch Scherersmühle) lag inmitten des Ortes an einem vom Breitbach abzweigenden Mühlbach. Im Jahr 1649 ist Wenzel Hecht erstmals als Dorfmüller nachweisbar. Ab der ersten Hälfte des 19. Jahrhunderts hatte die Familie Scherer die Mühle inne. Sie erneuerte den Betrieb und erweiterte die Anlage von zwei auf vier Mahlgänge. 1945 wurde die Mühle durch Bomben zerstört. | 49° 39′ 31,2″ N, 10° 10′ 1,6″ O  | Bild gesucht Die Wikipedia wünscht sich an dieser Stelle ein Bild vom hier behandelten Ort. Falls du dabei helfen möchtest, erklärt die Anleitung , wie das geht. BW |                    |                    |
| Beußenmühle                  | Getreidemühle, Gipsmühle           | weitgehend erhalten, erneuert | Die Beußenmühle (auch Untere Mühle, Untere brandenburgische Mühle, Günthersmühle, Zieglersmühle) wurde urkundlich erstmals im Jahr 1630 genannt. Damals war sie in Händen des Johann Rosa. Durch den Müller Johann Georg Zänglein wurde sie im 19. Jahrhundert zu einer Kunstmühle ausgebaut. Die Anlage wurde zwischen 1914 und 1918 stillgelegt. | 49° 39′ 33,2″ N, 10° 9′ 48,7″ O  | Bild gesucht Die Wikipedia wünscht sich an dieser Stelle ein Bild vom hier behandelten Ort. Falls du dabei helfen möchtest, erklärt die Anleitung , wie das geht. BW |                    |                    |
| Farbmühle                    | Getreidemühle, Lohmühle            | weitgehend erhalten, erneuert | Die Farbmühle (auch Sandmühle, Neumühle, Sazenmühle, Reichenbachermühle, Günthersmühle, Geitzenmühle) lag an der Gemarkungsgrenze von Obernbreit nach Marktbreit. Sie wurde 1720 von Valentin Zänglein erbaut. Es folgten mehrere Besitzerwechsel, die sich auch in den Namen der Mühle niederschlugen. 1760 richtete man eine Brasil-Farbholzmühle in den Baulichkeiten ein, später wurden hier auch Gewürze gemahlen. Während des Zweiten Weltkrieges zog eine Fürther Fabrik für Flugzeugteile in die Räumlichkeiten ein.                                                                                | 49° 39′ 42,9″ N, 10° 9′ 23,7″ O  | Bild gesucht Die Wikipedia wünscht sich an dieser Stelle ein Bild vom hier behandelten Ort. Falls du dabei helfen möchtest, erklärt die Anleitung , wie das geht. BW |                    |                    |
| Marktbreit                   |                                    |                               | |                                  | |                    |                    |
| Obere Mühle (Marktbreit)     | Getreidemühle                      | weitgehend erhalten, erneuert | Die Obere Mühle (auch Gambertsmühle) gelangte im Jahr 1311 an das Kloster Ebrach, das die Anlage an sogenannte Bestandmüller verpachtete. Der Name eines gewissen Gambert ging auch auf die Mühle selbst über. Die Anlage ist allerdings noch wesentlich älter und war zuvor in den Händen der Brüder Andreas und Gottfried von Brauneck. | 49° 39′ 47″ N, 10° 9′ 8,7″ O     | Bild gesucht Die Wikipedia wünscht sich an dieser Stelle ein Bild vom hier behandelten Ort. Falls du dabei helfen möchtest, erklärt die Anleitung , wie das geht. BW |                    |                    |
| Zapfenmühle (Marktbreit)     | Getreidemühle                      | weitgehend erhalten, erneuert | Die Zapfenmühle (auch Untere Mühle, Heiliggeistmühle) wurde bereits im 16. Jahrhundert urkundlich erwähnt. Der Name leitet sich eventuell vom slawisch-wendischen Wort für Reiher ab. Sie war Teil der Herrschaft der Herren von Seinsheim. | 49° 39′ 53,4″ N, 10° 8′ 52,9″ O  | Bild gesucht Die Wikipedia wünscht sich an dieser Stelle ein Bild vom hier behandelten Ort. Falls du dabei helfen möchtest, erklärt die Anleitung , wie das geht. BW |                    |                    |

### Zettelbach
| Hohlbrunnermühle | Getreidemühle, Lohmühle | weitgehend erhalten | Die Hohlbrunnermühle (auch Himmeleinsmühle, Eselsmühle) wurde erstmals im Jahr 1407 urkundlich erwähnt. Im Spätmittelalter gehörte die Anlage in den Einflussbereich des Zisterzienserklosters Ebrach, im 18. Jahrhundert wurde die Anlage erneuert. Heute ist Hohlbrunnermühle ein Gemeindeteil von Iphofen. Die erhaltenen baulichen Reste des alten Mühlengebäudes werden als Baudenkmal geführt. | 49° 39′ 28,3″ N, 10° 18′ 28″ O | Bild gesucht Die Wikipedia wünscht sich an dieser Stelle ein Bild vom hier behandelten Ort. Falls du dabei helfen möchtest, erklärt die Anleitung , wie das geht. BW |

### Kirchbach
| Obere Dorfmühle             | Getreidemühle | weitgehend erhalten, erneuert | Die Obere Dorfmühle (auch Maulmühle) wurde erstmals im Jahr 1655 erwähnt. Heute ist die Anlage ein Gemeindeteil von Iphofen. | 49° 40′ 13,4″ N, 10° 19′ 6,4″ O | Bild gesucht Die Wikipedia wünscht sich an dieser Stelle ein Bild vom hier behandelten Ort. Falls du dabei helfen möchtest, erklärt die Anleitung , wie das geht. BW |
| Untere Mühle (Hellmitzheim) | Getreidemühle | weitgehend erhalten           | Die Untere Mühle (auch Plankenmühle, Vöttingersmühle, Gößweinsmühle) wurde erstmals im Jahr 1686 erstmals genannt. Im 18. Jahrhundert hatte die Familie Plank die Mühle inne, die der Anlage auch den Namen gab. Die Mühle ist heute Ortsteil der Stadt Iphofen. Die baulichen Überreste der Mühle werden als Baudenkmal geführt. | 49° 40′ 0,5″ N, 10° 18′ 23,2″ O | Bild gesucht Die Wikipedia wünscht sich an dieser Stelle ein Bild vom hier behandelten Ort. Falls du dabei helfen möchtest, erklärt die Anleitung , wie das geht. BW |

### Moorseebach
| Sekretariusmühle                | Getreidemühle            | weitgehend erhalten, erneuert | Die Sekretariusmühle (auch Eckelsheimer Mühle, Vogelsmühle, Schäfersmühle) taucht erstmals im Jahr 1414 in den Quellen auf. Wahrscheinlich war die Anlage früh Teil des Einflussbereichs der Grafen von Limpurg. Der Name geht auf den limpurgischen Sekretär Linhardt Stephan Fries zurück, der die Mühle im 17. Jahrhundert als Pächter innehatte. Die Mühle wurde zu Beginn des 20. Jahrhunderts stillgelegt. Sie ist heute ein Gemeindeteil von Markt Einersheim. | 49° 41′ 0,6″ N, 10° 17′ 59,1″ O  | Bild gesucht Die Wikipedia wünscht sich an dieser Stelle ein Bild vom hier behandelten Ort. Falls du dabei helfen möchtest, erklärt die Anleitung , wie das geht. BW |
| Eselsmühle                      | Getreidemühle, Gipsmühle | weitgehend erhalten, erneuert | Die Eselsmühle (auch Obere Herrenmühle, Hahnsmühle) wurde erstmals im Jahr 1414 erwähnt und gehörte den Grafen von Limpurg, die sie an Bestandsmüller verpachteten. Seit dem Ersten Weltkrieg ist die Anlage stillgelegt. Die Mühle ist heute Gemeindeteil von Markt Einersheim. | 49° 40′ 57,1″ N, 10° 17′ 22,3″ O | Eselsmühle |
| Schwarzmühle (Markt Einersheim) | Getreidemühle            | weitgehend erhalten, erneuert | Die Markt Einersheimer Schwarzmühle (auch Riedmühle, Göllnersmühle, Höchamersmühle) wurde im Jahr 1414 erstmals urkundlich genannt. Damals war das Grundstück der Mühle unbebaut, die Anlage lag wüst. In der Frühen Neuzeit wechselte die Mühle häufig die Besitzer, der Name Schwarzmühle taucht erstmals 1676 auf. Die Mühle wurde noch in der zweiten Hälfte des 20. Jahrhunderts betrieben. Schwarzmühle ist heute ein Gemeindeteil von Markt Einersheim.        | 49° 40′ 51,1″ N, 10° 17′ 2,8″ O  | Schwarzmühle (Markt Einersheim) |
| Steinmühle                      | Gipsmühle                | weitgehend erhalten, erneuert | Die Steinmühle wurde im Jahr 1414 erstmals erwähnt. Sie war eine der frühesten Gipsmühlen im Flusssystem Breitbach. Lange Zeit teilten sich die Herren von Limpurg und die Grafen zu Castell die Herrschaft über die Mühle. Heute ist die Steinmühle ein Gemeindeteil des Marktes Einersheim. | 49° 40′ 47,2″ N, 10° 16′ 38,7″ O | Bild gesucht Die Wikipedia wünscht sich an dieser Stelle ein Bild vom hier behandelten Ort. Falls du dabei helfen möchtest, erklärt die Anleitung , wie das geht. BW |

### Neuwiesenbach
| Name                                  | Typ                          | Erhaltungszustand             | Beschreibung                                                            | Lage                             | Bild |                              |                              |
| Willanzheim-Markt Herrnsheim          | Willanzheim-Markt Herrnsheim | Willanzheim-Markt Herrnsheim  | Willanzheim-Markt Herrnsheim                                            | Willanzheim-Markt Herrnsheim     | Willanzheim-Markt Herrnsheim | Willanzheim-Markt Herrnsheim | Willanzheim-Markt Herrnsheim |
| ------------------------------------- | ---------------------------- | ----------------------------- | ----------------------------------------------------------------------- | -------------------------------- | --- | ---------------------------- | ---------------------------- |
| Herrnsheimer Mühle (Markt Herrnsheim) | Getreidemühle                | weitgehend erhalten           | Die Herrnsheimer Mühle wird auch Dorfmühle oder Schwarzenmühle genannt. | 49° 39′ 28,7″ N, 10° 13′ 8,4″ O  | Bild gesucht Die Wikipedia wünscht sich an dieser Stelle ein Bild vom hier behandelten Ort. Falls du dabei helfen möchtest, erklärt die Anleitung , wie das geht. BW |                              |                              |
| Seinsheim-Tiefenstockheim             |                              |                               |                                                                         |                                  | |                              |                              |
| Riedmühle                             | Getreidemühle                | weitgehend erhalten, erneuert | unklar                                                                  | 49° 39′ 34,4″ N, 10° 12′ 57,3″ O | Bild gesucht Die Wikipedia wünscht sich an dieser Stelle ein Bild vom hier behandelten Ort. Falls du dabei helfen möchtest, erklärt die Anleitung , wie das geht. BW |                              |                              |

### Iff und ihre Zuflüsse
| Name                          | Gewässer              | Typ               | Erhaltungszustand             | Beschreibung | Lage                             | Bild |                   |
| Weigenheim-Reusch             | Weigenheim-Reusch     | Weigenheim-Reusch | Weigenheim-Reusch             | Weigenheim-Reusch | Weigenheim-Reusch                | Weigenheim-Reusch | Weigenheim-Reusch |
| ----------------------------- | --------------------- | ----------------- | ----------------------------- | --- | -------------------------------- | --- | ----------------- |
| Schloßmühle                   | Reusch                | Getreidemühle     | weitgehend erhalten, erneuert | Die Schloßmühle ist heute ein Gemeindeteil von Weigenheim. | 49° 35′ 22,1″ N, 10° 15′ 30,9″ O | Bild gesucht Die Wikipedia wünscht sich an dieser Stelle ein Bild vom hier behandelten Ort. Falls du dabei helfen möchtest, erklärt die Anleitung , wie das geht. BW |                   |
| Zellesmühle                   | Iffbach               | Getreidemühle     | weitgehend erhalten, erneuert | Die Zellesmühle (auch Federleinsmühle, Söllismühle) wurde erstmals 1528 erwähnt. Im 17. Jahrhundert hießen die Müller mit Nachnamen „Söllis“, was der Mühle zeitweise den Namen gab. 1735 tauchte die Bezeichnung Zölleinsmühle auf, die sich bis ins 19. Jahrhundert zur Zellesmühle abwandelte. Die ehemalige Mühle ist heute ein Gemeindeteil von Weigenheim.                                 | 49° 34′ 55,2″ N, 10° 14′ 23,1″ O | Bild gesucht Die Wikipedia wünscht sich an dieser Stelle ein Bild vom hier behandelten Ort. Falls du dabei helfen möchtest, erklärt die Anleitung , wie das geht. BW |                   |
| Lanzenmühle                   | Iffbach               | Getreidemühle     | weitgehend erhalten, erneuert | Die Lanzenmühle wurde 1435 als „Müln Im Zigengrundt jetzundt die Lantzen Müln genandt“ erstmals urkundlich erwähnt. Benannt wurde die Mühle nach dem Familiennamen des Besitzers. Im 18. Jahrhundert war die Anlage Teil der Markgrafschaft Brandenburg-Ansbach und gelangte mit dem Justiz- und Kammeramt Uffenheim 1797 an Preußen. Die Lanzenmühle ist heute ein Gemeindeteil von Weigenheim. | 49° 34′ 54,8″ N, 10° 13′ 32,5″ O | Bild gesucht Die Wikipedia wünscht sich an dieser Stelle ein Bild vom hier behandelten Ort. Falls du dabei helfen möchtest, erklärt die Anleitung , wie das geht. BW |                   |
| Ippesheim-Herrnberchtheim     |                       |                   |                               | |                                  | |                   |
| Zapfenmühle (Herrnberchtheim) | Berchtheimer Mühlbach | Getreidemühle     | weitgehend erhalten, erneuert | Der Name der Mühle leitet sich eventuell vom slawisch-wendischen Wort für Reiher ab. | 49° 35′ 38,6″ N, 10° 12′ 40,8″ O | Bild gesucht Die Wikipedia wünscht sich an dieser Stelle ein Bild vom hier behandelten Ort. Falls du dabei helfen möchtest, erklärt die Anleitung , wie das geht. BW |                   |
| Ippesheim                     |                       |                   |                               | |                                  | |                   |
| Merkleinsmühle                | Iff                   | Getreidemühle     | weitgehend erhalten, erneuert | unklar | 49° 35′ 55,3″ N, 10° 13′ 24,1″ O | Bild gesucht Die Wikipedia wünscht sich an dieser Stelle ein Bild vom hier behandelten Ort. Falls du dabei helfen möchtest, erklärt die Anleitung , wie das geht. BW |                   |
| Schreinersmühle               | Ensbach               | Getreidemühle     | weitgehend erhalten, erneuert | unklar | 49° 36′ 8,1″ N, 10° 13′ 47,4″ O  | Bild gesucht Die Wikipedia wünscht sich an dieser Stelle ein Bild vom hier behandelten Ort. Falls du dabei helfen möchtest, erklärt die Anleitung , wie das geht. BW |                   |
| Doktormühle                   | Iff                   | Getreidemühle     | weitgehend erhalten, erneuert | unklar | 49° 36′ 30,4″ N, 10° 12′ 59,7″ O | Bild gesucht Die Wikipedia wünscht sich an dieser Stelle ein Bild vom hier behandelten Ort. Falls du dabei helfen möchtest, erklärt die Anleitung , wie das geht. BW |                   |
| Ippesheim-Bullenheim          |                       |                   |                               | |                                  | |                   |
| Jackenmühle                   | Iff                   | Getreidemühle     | weitgehend erhalten, erneuert | unklar | 49° 36′ 54,8″ N, 10° 12′ 53,4″ O | Bild gesucht Die Wikipedia wünscht sich an dieser Stelle ein Bild vom hier behandelten Ort. Falls du dabei helfen möchtest, erklärt die Anleitung , wie das geht. BW |                   |
| Rothmühle                     | Iff                   | Getreidemühle     | weitgehend erhalten, erneuert | unklar | 49° 37′ 10,4″ N, 10° 12′ 56,6″ O | Bild gesucht Die Wikipedia wünscht sich an dieser Stelle ein Bild vom hier behandelten Ort. Falls du dabei helfen möchtest, erklärt die Anleitung , wie das geht. BW |                   |
| Gemeindemühle                 | Iff                   | Getreidemühle     | weitgehend erhalten, erneuert | Die Gemeindemühle (auch Ruhlsmühle) wurde erstmals im Jahr 1678 erwähnt. Die Anlage war Teil der Herrschaft Schwarzenberg. In der Gemeindemühle von Bullenheim ist heute ein Museum untergebracht. | 49° 37′ 24,9″ N, 10° 13′ 4,7″ O  | Bild gesucht Die Wikipedia wünscht sich an dieser Stelle ein Bild vom hier behandelten Ort. Falls du dabei helfen möchtest, erklärt die Anleitung , wie das geht. BW |                   |
| Winkelmühle (Bullenheim)      | Iff                   | Getreidemühle     | weitgehend erhalten, erneuert | Die Winkelmühle wurde erstmals im Jahr 1573 urkundlich erwähnt. Die Anlage lag im Einflussbereich der Herren von Schwarzenberg. Als erster Müller wurde im Jahr 1683 Jacob Leykauff erwähnt. Die Winkelmühle ist heute ein Gemeindeteil von Ippesheim. | 49° 37′ 35,2″ N, 10° 12′ 51″ O   | Bild gesucht Die Wikipedia wünscht sich an dieser Stelle ein Bild vom hier behandelten Ort. Falls du dabei helfen möchtest, erklärt die Anleitung , wie das geht. BW |                   |
| Seinsheim-Wässerndorf         |                       |                   |                               | |                                  | |                   |
| Gehrenmühle                   | Iff                   | Getreidemühle     | weitgehend erhalten, erneuert | Die Gehrenmühle ist heute ein Gemeindeteil von Seinsheim. | 49° 37′ 55,6″ N, 10° 12′ 26,7″ O | Bild gesucht Die Wikipedia wünscht sich an dieser Stelle ein Bild vom hier behandelten Ort. Falls du dabei helfen möchtest, erklärt die Anleitung , wie das geht. BW |                   |
| Lungenmühle                   | Iff                   | Getreidemühle     | weitgehend erhalten, erneuert | Die Lungenmühle ist heute ein Gemeindeteil von Seinsheim. | 49° 38′ 8,8″ N, 10° 12′ 18,9″ O  | Bild gesucht Die Wikipedia wünscht sich an dieser Stelle ein Bild vom hier behandelten Ort. Falls du dabei helfen möchtest, erklärt die Anleitung , wie das geht. BW |                   |
| Papiermühle                   | Iff                   | Getreidemühle     | weitgehend erhalten, erneuert | unklar | 49° 38′ 27,9″ N, 10° 12′ 26,5″ O | Bild gesucht Die Wikipedia wünscht sich an dieser Stelle ein Bild vom hier behandelten Ort. Falls du dabei helfen möchtest, erklärt die Anleitung , wie das geht. BW |                   |
| Seinsheim-Iffigheim           |                       |                   |                               | |                                  | |                   |
| Dorfmühle (Iffigheim)         | Iff                   | Getreidemühle     | weitgehend erhalten, erneuert | Die Dorfmühle ist heute ein Gemeindeteil von Seinsheim. | 49° 38′ 37,3″ N, 10° 12′ 26,6″ O | Bild gesucht Die Wikipedia wünscht sich an dieser Stelle ein Bild vom hier behandelten Ort. Falls du dabei helfen möchtest, erklärt die Anleitung , wie das geht. BW |                   |
| Seinsheim                     |                       |                   |                               | |                                  | |                   |
| Stadtmühle                    | Mühlgraben            | Getreidemühle     | weitgehend erhalten, erneuert | Die Stadtmühle wurde auch Seinsheimer Mühle genannt. Sie ist heute ein Gemeindeteil von Seinsheim. | 49° 38′ 39,3″ N, 10° 13′ 2,4″ O  | Bild gesucht Die Wikipedia wünscht sich an dieser Stelle ein Bild vom hier behandelten Ort. Falls du dabei helfen möchtest, erklärt die Anleitung , wie das geht. BW |                   |
| Seinsheim-Iffigheim           |                       |                   |                               | |                                  | |                   |
| Backofenmühle                 | Mühlgraben            | Getreidemühle     | weitgehend erhalten, erneuert | Die Backofenmühle wurde in den 1660er Jahren gegründet. Sie ist nach einem der ersten Müller der Anlage benannt. Im Kirchenbuch Uttenhoffen haben sich Hinweise auf Paul Backoff erhalten. Die ehemalige Anlage ist heute ein Gemeindeteil des Marktes Seinsheim. | 49° 38′ 47″ N, 10° 12′ 34,2″ O   | Bild gesucht Die Wikipedia wünscht sich an dieser Stelle ein Bild vom hier behandelten Ort. Falls du dabei helfen möchtest, erklärt die Anleitung , wie das geht. BW |                   |
| Nagelsmühle                   | Iff                   | Getreidemühle     | weitgehend erhalten, erneuert | Die Nagelsmühle ist heute ein Gemeindeteil des Marktes Seinsheim. | 49° 38′ 53,7″ N, 10° 12′ 30,3″ O | Bild gesucht Die Wikipedia wünscht sich an dieser Stelle ein Bild vom hier behandelten Ort. Falls du dabei helfen möchtest, erklärt die Anleitung , wie das geht. BW |                   |
| Beigelsmühle                  | Iff                   | Getreidemühle     | weitgehend erhalten, erneuert | Die Beigelsmühle ist heute ein Gemeindeteil von Seinsheim. | 49° 38′ 56,7″ N, 10° 12′ 18,6″ O | Bild gesucht Die Wikipedia wünscht sich an dieser Stelle ein Bild vom hier behandelten Ort. Falls du dabei helfen möchtest, erklärt die Anleitung , wie das geht. BW |                   |
| Schleifmühle                  | Iff                   | Getreidemühle     | weitgehend erhalten, erneuert | Die Schleifmühle ist heute ein Gemeindeteil von Seinsheim. | 49° 39′ 2″ N, 10° 12′ 7,9″ O     | Bild gesucht Die Wikipedia wünscht sich an dieser Stelle ein Bild vom hier behandelten Ort. Falls du dabei helfen möchtest, erklärt die Anleitung , wie das geht. BW |                   |

### Ickbach
| Name                     | Typ                   | Erhaltungszustand             | Beschreibung                                                 | Lage                             | Bild |                       |                       |
| Martinsheim-Gnötzheim    | Martinsheim-Gnötzheim | Martinsheim-Gnötzheim         | Martinsheim-Gnötzheim                                        | Martinsheim-Gnötzheim            | Martinsheim-Gnötzheim | Martinsheim-Gnötzheim | Martinsheim-Gnötzheim |
| ------------------------ | --------------------- | ----------------------------- | ------------------------------------------------------------ | -------------------------------- | --- | --------------------- | --------------------- |
| Obere Mühle (Gnötzheim)  | Getreidemühle         | weitgehend erhalten, erneuert | unklar                                                       | 49° 36′ 52,7″ N, 10° 11′ 4″ O    | Bild gesucht Die Wikipedia wünscht sich an dieser Stelle ein Bild vom hier behandelten Ort. Falls du dabei helfen möchtest, erklärt die Anleitung , wie das geht. BW |                       |                       |
| Untere Mühle (Gnötzheim) | Getreidemühle         | weitgehend erhalten, erneuert | unklar                                                       | 49° 37′ 9,6″ N, 10° 11′ 9,5″ O   | Bild gesucht Die Wikipedia wünscht sich an dieser Stelle ein Bild vom hier behandelten Ort. Falls du dabei helfen möchtest, erklärt die Anleitung , wie das geht. BW |                       |                       |
| Seinsheim-Wässerndorf    |                       |                               |                                                              |                                  | |                       |                       |
| Holzmühle                | Getreidemühle         | weitgehend erhalten, erneuert | unklar                                                       | 49° 37′ 49,1″ N, 10° 11′ 18,1″ O | Bild gesucht Die Wikipedia wünscht sich an dieser Stelle ein Bild vom hier behandelten Ort. Falls du dabei helfen möchtest, erklärt die Anleitung , wie das geht. BW |                       |                       |
| Winkelhofmühle           | Getreidemühle         | weitgehend erhalten, erneuert | Die Winkelhofmühle ist heute ein Gemeindeteil von Seinsheim. | 49° 38′ 17,2″ N, 10° 11′ 5,5″ O  | Bild gesucht Die Wikipedia wünscht sich an dieser Stelle ein Bild vom hier behandelten Ort. Falls du dabei helfen möchtest, erklärt die Anleitung , wie das geht. BW |                       |                       |
| Barthsmühle              | Getreidemühle         | weitgehend erhalten, erneuert | Die Barthsmühle ist heute ein Gemeindeteil von Seinsheim.    | 49° 38′ 25,4″ N, 10° 11′ 11,7″ O | Bild gesucht Die Wikipedia wünscht sich an dieser Stelle ein Bild vom hier behandelten Ort. Falls du dabei helfen möchtest, erklärt die Anleitung , wie das geht. BW |                       |                       |

### Steinbach und seine Zuflüsse
| Name               | Gewässer    | Typ           | Erhaltungszustand             | Beschreibung | Lage                            | Bild |             |
| Martinsheim        | Martinsheim | Martinsheim   | Martinsheim                   | Martinsheim | Martinsheim                     | Martinsheim | Martinsheim |
| ------------------ | ----------- | ------------- | ----------------------------- | --- | ------------------------------- | --- | ----------- |
| Martinsheimermühle | Märzbach    | Getreidemühle | weitgehend erhalten, erneuert | Die Martinsheimermühle wurde erstmals im Jahr 1705 erwähnt und gehört damit zu den jüngeren Mühlen am Breitbach und seinen Zuflüssen. Die Anlage lag im Einflussgebiet der Mönche von Ebrach und wurde an Beständer verpachtet. Bis 1722 wurde die Mühle neu gebaut. Die Martinsheimermühle wurde im 20. Jahrhundert stillgelegt. | 49° 37′ 51,3″ N, 10° 8′ 54,5″ O | Bild gesucht Die Wikipedia wünscht sich an dieser Stelle ein Bild vom hier behandelten Ort. Falls du dabei helfen möchtest, erklärt die Anleitung , wie das geht. BW |             |
| Martinsheim-Enheim |             |               |                               | |                                 | |             |
| Enheimermühle      | Märzbach    | Getreidemühle | weitgehend erhalten, erneuert | Die Enheimermühle wurde bereits im Jahr 1308 erstmals erwähnt, was sie zur ältesten Anlage im Breitbachtal macht. Im Laufe des Spätmittelalters wechselte die Anlage häufiger den Besitzer. Die Mühle war im 18. Jahrhundert Gegenstand eines Streits zwischen den Martinsheimern und den Enheimern.                              | 49° 38′ 2,2″ N, 10° 8′ 59,8″ O  | Bild gesucht Die Wikipedia wünscht sich an dieser Stelle ein Bild vom hier behandelten Ort. Falls du dabei helfen möchtest, erklärt die Anleitung , wie das geht. BW |             |